# Культурная апроприация
Культу́рная апроприа́ция (англ. cultural appropriation) — социологическая концепция[уточнить], согласно которой заимствование или использование элементов одной культуры членами другой культуры рассматривается как в значительной степени отрицательное явление.
В основе данной концепции лежит утверждение, что культура, подвергающаяся заимствованию, подвергается эксплуатации и угнетению со стороны заимствующей культуры.
В Северной Америке концепция культурной апроприации особенно заметна в исследованиях и публикациях, посвящённых культуре коренного населения Америки, а также культуре афроамериканцев.

## Общие сведения
Понятие «культурной апроприации» возникло в 80—90-х годах XX века в лексиконе постколониальных критиков западного экспансионизма.
Американский лингвист Джон Макуортер объясняет возникновение концепции культурной апроприации «оправданным негодованием в отношении белых поп-музыкантов, имитирующих музыку темнокожего населения». Классическим примером Макуортер считает творчество Элвиса Пресли.
Термин «культурная апроприация», как правило, имеет негативные коннотации. В большинстве случаев он используется, когда заимствованию подвергается культура меньшинств, либо взаимодействующие культуры вовлечены в исторический, этнический или расовый конфликт
.
Согласно сторонникам этой концепции, культурная апроприация отличается от аккультурации и ассимиляции тем, что «апроприация» подразумевает заимствование элементов той или иной культуры в колониальной манере: они копируются членами доминантной культуры и используются вне своего оригинального культурного контекста — иногда даже против чётко озвученного желания представителей культуры-донора.
Часто в процессе оригинальное значение этих элементов культуры искажается; их использование может рассматриваться членами культуры-донора как проявление неуважения или даже как осквернение святыни. Изначальный глубокий смысл элемента в подчинённой культуре может сводиться к «экзотическому» тренду в доминирующей культуре.
Речь о культурном присвоении заходит как правило, когда потомками переселенцев европейского происхождения используются элементы культуры индейцев, африканцев или азиатов. При этом заимствование элементов европейской культуры рассматривается не как апроприация, а как ассимиляция. Однако, если азиат копирует стиль и поведение афроамериканца, или афроамериканец надевает костюм индейца, то это тоже расценивается, как апроприация, в частности на фоне популяризации обвинений в культурном присвоении, особенно, если человек — знаменитость.
Помимо этого, споры о присвоении существуют и внутри определённой расы, например культурным освоением считается, если афроамериканец заимствует элементы стиля определённого африканского племени, не являясь его представителем, аналогично это касается и индейских общин.
Культурной апроприацией также считается присвоение своей нации/группе преемственность от древних наций или деятелей на основе спекулятивных и спорных доказательств. Например стремление доказать принадлежность древних египтян или ольмеков к африканской расе можно рассматривать, как отрицание преемственности со стороны современных египтян или центральноамериканских индейцев, а значит как культурную апроприацию против этих народов.
На фоне популяризации идеи о недопустимости культурного присвоения всё большей популярностью пользуется и альтернативное мнение, что использование элементов европейской культуры (в частности, религиозных символов вне контекста), тоже считается культурной апроприацией. Так, причиной громкого интернет-скандала стало платье певицы Рианны, имитирующее облачение папы римского. Тем не менее, сторонники прогрессивных ценностей отрицают возможность присвоения европейской культуры или символики и причисляют сторонников данной идеи к «белым националистам и сторонникам ненависти».

## Примеры
Сторонники концепции приводят среди прочих следующие примеры культурной апроприации:
- Спортивные команды, использующие названия племён коренных народов, изображения представителей этих народов в качестве логотипа или талисмана команды, традиционные произведения искусства коренных племён[18]: профессиональный клуб по американскому футболу Вашингтон Редскинз (англ. Redskins — «краснокожие»), американская бейсбольная команда Кливленд Индианс (её логотип — Вождь Ваху)[19][20], сборная Новой Зеландии по регби Аll Blacks (исполнение ритуального танца[малаялам] «хака» перед матчами)[21][22].
- Костюмы на Хэллоуин, такие как «ПокаХотти» (англ. PocaHottie; от Pocahontas и hottie — красотка), «Индейский воин», «Vato Loco» (исп. «сумасшедший чувак»; костюм латиноамериканского гангстера)[23][24].

Иногда их надевают люди, не принадлежащие к соответствующей культуре, при этом они называют свой наряд «шутливым».
- Мода на бинди[26] и головной убор индейского воина[4]. После появления на Change.org петиции против продажи последнего на Гластонбери, организаторы фестиваля запретили распространение этого головного убора на территории проведения мероприятия (петиция успела собрать 65 подписей)[27][28].

Подобная петиция обращена и к организаторам фестиваля Коачелла.

## Правовой аспект культурной апроприации
В исследовании, подготовленном Экспертным механизмом по правам коренных народов Совета по правам человека ООН, говорится, в частности, о неправомерных присвоении и интерпретации культурных ценностей

Многие коренные народы страдают от неправомерного присвоения их культурного наследия, которое проявляется в различных формах, включая его меркантилизацию, использование изображений и символики коренных народов в процессе маркетинга и неправомерное присвоение традиционных песен.
Ненадлежащая культурная интерпретация — это ещё один аспект, оказывающий негативное влияние на культурное наследие коренных народов.

— Поощрение и защита прав коренных народов в отношении их культурного наследия, 18
Эксперты СПЧ указывают на существование правовых механизмов защиты от неправомерного присвоения и ненадлежащей интерпретации элементов культуры коренных народов, прежде всего, на Декларацию ООН о правах коренных народов.

1. Коренные народы имеют право на сохранение, контроль, охрану и развитие своего культурного наследия, традиционных знаний и традиционных форм культурного выражения, а также проявлений их научных знаний, технологий и культуры, включая людские и генетические ресурсы, семена, лекарства, знания свойств фауны и флоры, традиции устного творчества, литературные произведения, рисунки, спорт и традиционные игры и изобразительное и исполнительское искусство. Они имеют также право на сохранение, контроль, защиту и развитие своей интеллектуальной собственности на такое культурное наследие, традиционные знания и традиционные формы выражения культуры.
2. Совместно с коренными народами государства принимают действенные меры, в целях признания и защиты осуществления этих прав.
— статья 31 Декларации Организации Объединенных Наций о правах коренных народов

Однако в исследовании отмечается, что, несмотря на существование потенциальных возможностей для реализации коренными народами своих прав, на практике им сложно получить надлежащую защиту, в том числе в случае неправомерного присвоения их нематериального культурного наследия. В 2009 году правительство Новой Зеландии признало за племенем Нгати Тоа авторское право на ка-матэ — традиционный вид «хака» (ритуальный танец коренного народа маори).
Ка-матэ хака широко известен в Новой Зеландии, так как традиционно исполняется перед матчами новозеландской сборной по регби All Blacks.
В ответ на жалобы представителей Нгати Тоа на неприемлемое использование танца в кино, рекламе и на телевидении соглашение установило ограничение на коммерческое использование ка-матэ. Тем не менее, на выступления All Blacks ограничение не распространяется, и команда продолжает использовать ка-матэ в шоу перед матчами.

## Критика концепции
Критики концепции культурной апроприации оспаривают её по ряду причин, начиная c неприятия конкретных положений и понятий, заканчивая полным отрицанием теории как таковой.
Их позиция зачастую основана на противоположном видении культурного заимствования как в целом положительного феномена, способствующего взаимному обогащению культур.
По их мнению, заимствование происходит из-за искреннего восхищения той или иной культурой и без какого-либо злого умысла.
Критики также утверждают, что термин «апроприация» некорректно применять к культуре, которая далеко не всеми воспринимается как ограниченный ресурс: в отличие от апроприации материального объекта, имитация элементов чужой культуры необязательно подразумевает лишение членов этой культуры таких элементов.
Так, в начале XX века Гарлем был «плавильным котлом», где белые музыканты перенимали у афроамериканцев манеру пения и игры на музыкальных инструментах, создавая особенное звучание, которое впоследствии сыграло значительную роль в формировании американской музыкальной сцены.
Сторонники же концепции заявляют, что такой подход не учитывает проблемы групповой идентичности, коммерциализации элементов культуры, изъятия их из контекста, а также разницу между апроприацией и взаимообменом.
По их мнению, взаимный обмен строится на равных условиях, тогда как культурная апроприация имеет место при неуважении к угнетаемой культуре, непонимании её элементов и их ненадлежащем использовании вне контекста.
Фарах Шах с сайта ExtraNewsFeed отметила, что главная проблема термина заключается в его размытости и по этой причине может интерпретироваться каждым по-разному и в свою угоду. Например, некоторые пользователи считают культурной апроприацией изготовление блюд чужой культуры, использование «чёрных жаргонизмов», изучение иностранных языков или, например, занятие йогой. В результате «культурная апроприация» часто используется в попытке ограничить творческую свободу и в общем свободу действий определённых групп населения под предлогом борьбы с расизмом. В результате термин утерял свой первоначальный смысл борьбы с классовым расизмом и превратился в оскорбление и бессмысленные ссоры, «что принадлежит чьим предкам и кто обладает монополией на те или иные традиции».
Похожего мнения придерживается редакция The Washington Post, заметив, что действительно серьёзная тема о фетишизации и искажении чужой культуры, обсуждаемая в кругу учёных и социологов, превратилась по состоянию на 2015 год в фарс, способ обвинения в греховности людей и деятелей искусства. Способ мысли ревностных противников культурного присвоения являет собой отражение ультраконсервативных идей о расовой и культурной чистоте.
Редакция Spiked считает, что понятие «культурная апроприация» наносит удар по социальному взаимодействию между разными национальностями и продвигает особо консервативный взгляд на мир, не допускающий смешение культур, возрождая старомодный взгляд на культурные и расовые проблемы. Редакция одновременно заметила разительно разное отношение сторонников политкорректности к таким понятиям, как пол/гендер и раса/культура. Если первое воспринимается как нечто субъективное и перетекающее, то второе является в их глазах статичным и неизменным. «Отношение к мужчине, желающему быть женщиной, будет разительно отличаться от человека, желающего принять „чужую“ культуру».